# Ernesto Hein
Ernesto Hein Holmberg (Puerto Montt, 26 de abril de 1899 - ibídem, 28 de abril de 1968) fue un agricultor y político liberal chileno.

## Biografía
Hijo de Wilhelm Hein, de Neustadt y Gustavine Holmberg, de Hamburgo. Ambos llegaron a Chile durante la Guerra del Pacífico. Contrajo matrimonio con Catharina Schlöpke Mera  (1927). 
Educado en el Instituto Comercial de Valdivia —en la ciudad homónima—. Se dedicó a la agricultura y la ganadería, de preferencia el ganado ovino, además de las labores de lanar, formando una importante empresa de tejidos, llevando sus productos hasta la capital.
Fue miembro del Partido Liberal. 
Elegido Alcalde de la Municipalidad de Puerto Montt (1932-1933). 
Fue elegido Diputado por Aysén y Llanquihue (1933-1937), siendo parte de la comisión permanente de Agricultura y Colonización.